# Rapariegos
Rapariegos – gmina w Hiszpanii, w prowincji Segowia, w Kastylii i León, o powierzchni 24,52 km². W 2011 roku gmina liczyła 224 mieszkańców.